# トーマス・R・マーシャル
トーマス・ライリー・マーシャル（英語：Thomas Riley Marshall、1854年3月14日 - 1925年6月1日）は、アメリカ合衆国の政治家。ウッドロウ・ウィルソン政権で第28代アメリカ合衆国副大統領を務めた。

## 生い立ちと初期の経歴
1854年3月14日にインディアナ州ノース・マンチェスターで誕生した。ウォバシュ大学で法律を学び、1875年に法曹界入りしてインディアナ州コロンビア市の弁護士として経歴を始め、1909年から1913年までインディアナ州知事を務めた。彼は人気のある演説家で、そして地方の精力的な民主党活動家であった。しかし彼が妥協によるダークホース候補として指名がなされた時、彼は単なる小都市の有能な弁護士としか見られなかった。その任期中に児童労働法及び反汚職法が成立したが、彼の進歩的な綱領の大半と州法の改訂は州議会を通過することは出来なかった。

## 副大統領職
メリーランド州ボルチモアの1912年の民主党大会では、インディアナ州の選択した大統領候補はマーシャルであった。当時マーシャルが現実に大統領候補に指名されるかに思われたが、結局ウィリアム・ジェニングス・ブライアンは、ウッドロウ・ウィルソンを支持することに合意した。インディアナ州の代表はマーシャルが副大統領候補に指名されるようロビー活動を行い、彼は1912年アメリカ合衆国大統領選挙でウィルソンの伴走候補者に指名された。同選挙で彼は副大統領に当選し、1916年に再選されて1921年3月4日まで務めた。マーシャルは当初副大統領職を退屈なものと考え、最初に指名を拒絶したと言われている。
マーシャルはウィルソンに対して好意を持っていなかった。また、ウィルソンはマーシャルを内閣に招いたが、マーシャルの考えをほとんど考慮しなかった。1913年にはウィルソンが前例の無い、アメリカ合衆国議会議事堂に於いて上院のメンバーに個人的に会うことを行った。これ以前に大統領は通例として上院との仲介を、上院議長を務める副大統領に任せていた。この出来事でウィルソンは繊細な事務に関してマーシャルを信頼していないという意図を示した。その時以来大統領が上院と取り引きする際に副大統領に頼ることは希になった。
マーシャルはワシントンに於いて滑稽な引き立て役と見られ、多くの民主党員は1916年の再選で彼が指名から外されることを望んだ。ウィルソンは審議の後、マーシャルを再選に指名すれば党の方針の一貫性が示されるだろうと考え、結局彼を伴走候補者に指名した。したがって、1916年のウィルソンとマーシャルは1820年にモンローとトムキンスが再選されて以来の大統領と副大統領の組み合わせとなった。
マーシャルの2期目の時にアメリカ合衆国は第一次世界大戦に参戦した。ウィルソンはマーシャルを遊説に派遣し、国民を励まし戦争国債の購入と戦争に対する協力への演説を行わせた。これはマーシャルにとって適務であった。彼は副大統領の任期中に演説家としての報酬を得た。さらに彼はその2期目で内閣閣議を指揮する初の副大統領となった。ウィルソンはヴェルサイユ条約に調印し、国際連盟設立の考えを示すためにヨーロッパを訪問する間に、この任務をマーシャルに託した。
ウッドロウ・ウィルソン大統領は数ヶ月来の穏やかな発作の後、1919年10月2日に厳しい発作により身体が麻痺し、執務の執行が不能となった。大統領の病状報告を受け、多数からの要請があったにもかかわらず、マーシャルはアメリカ合衆国初の大統領代行になることを望まなかった。大統領が執務不能になったことを宣言する過程は不明瞭であり、マーシャルはこれが先例となることを恐れていた。マーシャルはウィルソンの残りの任期中儀礼的執務を代行した一方、ウィルソンの任期終了までその容体を確認する機会を持とうとしなかった。このため国政はウィルソンのファーストレディだったイーディスが夫の名を使って代行していた。

## 副大統領退任後
マーシャルは副大統領を務めた後にインディアナ州インディアナポリスへ戻り、弁護士業を再開した。さらに彼は多くの法律に関する著書と回想録を出版した。彼は1922年から1923年まで連邦石炭委員会の議長を務めた。1925年にワシントンD.C.への訪問中に死去し、インディアナ州インディアナポリスのクラウン・ヒル墓地に埋葬された。